# Kłęby (Warnice)
Kłęby (deutsch Klemmen) ist ein Dorf in der Woiwodschaft Westpommern in Polen. Es gehört zur Gmina Warnice (Gemeinde Warnitz) im Powiat Pyrzycki (Pyritzer Kreis).

## Geographische Lage
Das Dorf liegt im Weizacker in Hinterpommern, etwa 40 Kilometer südöstlich von Stettin und etwa 13 Kilometer nordöstlich von Pyritz.

## Geschichte
Das Dorf wurde urkundlich erstmals 1235 erwähnt. Damals nahm Herzog Barnim I. von Pommern das Kloster Kolbatz in seinen Schutz und bestätigte ihm seinen Besitz; in der Grenzbeschreibung der Besitzbestätigung tauchte die damals „Clembe“ genannte Ortschaft auf. Es folgten Erwähnungen in einer weiteren Besitzbestätigung durch Herzog Barnim I. im Jahre 1240 und in einer Besitzbestätigung durch die Markgrafen Johann I. und Otto III. von Brandenburg im Jahre 1242.
In einer Besitzbestätigung, die Herzog Bogislaw X. im Jahre 1487 zugunsten des Johanniterordens ausstellte, erschien Klemmen als Ordensbesitz. Wann der Orden Klemmen erworben hatte, ist nicht bekannt. Klemmen gehörte zur Komturei Zachan des Ordens. Möglicherweise bezog sich die Bestätigung lediglich auf einen Anteil von Klemmen.
Ende des 15. und Anfang des 16. Jahrhunderts war Klemmen ein Lehen der adligen Familie van der Boke. Im Jahre 1487 erwarb das Augustinerkloster Stargard von Vinzenz van der Boke zwei Höfe und vier Hufen Land. Ferner ist die Belehnung von Karsten van der Boke im Jahre 1504 überliefert.
Seit dem Jahre 1517 waren Angehörige der adligen Familie von Schöning mit Teilen von Klemmen belehnt. Mit anderen Teilen von Klemmen waren Angehörige der adligen Familien von Billerbeck und von Hindenburg belehnt. Diese Anteile wurden 1633 und 1654 von den Schöning erworben, so dass sich danach ganz Klemmen im Besitz der Familie befand.
In Ludwig Wilhelm Brüggemanns Beschreibung des Herzogthums Vor- und Hinter-Pommern (1784) ist „Clemmen“ unter den adeligen Gütern des Pyritzschen Kreises aufgeführt. Damals gab es hier ein Vorwerk, also den Gutsbetrieb, eine Windmühle, acht Bauernstellen, darunter einen Pfarrbauern, eine Schmiede und einen Schulmeister, insgesamt 30 Haushaltungen („Feuerstellen“). Ferner gab es eine Kirche, die Filialkirche der Kirche in Sallentin war. Klemmen gehörte damals dem Kammerpräsidenten Hans Friedrich von Schöning und seinen zwei Brüdern.
Die Ab dem 19. Jahrhundert bestanden der politische Gutsbezirk Klemmen und die Landgemeinde Klemmen nebeneinander. Um 1860 umfasste der Gutsbezirk Klemmen eine Fläche von 1489 Morgen und zählte 103 Einwohner, die Landgemeinde Klemmen eine Fläche von 920 Morgen mit 97 Einwohnern. Im Jahre 1910 zählte der Gutsbezirk Klemmen 144 Einwohner, die Landgemeinde Klemmen nur noch 38 Einwohner. Später wurde der Gutsbezirk in die Landgemeinde eingemeindet.
Vor 1945 bildete Klemmen eine Landgemeinde im Kreis Pyritz der preußischen Provinz Pommern. Zur Landgemeinde gehörten neben Klemmen keine benannten Wohnplätze. Die Gemeinde zählte im Jahre 1925 199 Einwohner in 39 Haushaltungen, im Jahre 1933 218 Einwohner und im Jahre 1939 203 Einwohner.
Nach dem Zweiten Weltkrieg kam Klemmen, wie ganz Hinterpommern, an Polen. Das Dorf erhielt den polnischen Ortsnamen „Kłęby“. Heute bildet es ein eigenes Schulzenamt in der Gmina Warnice (Gemeinde Warnitz).

## Söhne und Töchter des Ortes
- Wilhelm von Schöning (1824–1902), deutscher Gutsbesitzer, Landrat und Politiker, Mitglied des Reichstags